# Charles Jules Henri Nicolle
Charles Jules Henri Nicolle (Rouen, 21 settembre 1866 – Tunisi, 28 febbraio 1936) è stato un medico e biologo francese, vincitore del Premio Nobel per la medicina nel 1928.

## Biografia
Figlio di un medico, Eugène Nicolle, attivo presso l'ospedale di Rouen, apprende da lui le prime nozioni di medicina. Trasferitosi a Parigi studia presso l'Istituto Pasteur, per poi rientrare nel 1896 a Rouen per dirigere il laboratorio batteriologico dell'ospedale locale.
Nel 1903 verrà nominato direttore dell'Istituto Pasteur, dove insegnerà fino a poco tempo prima della morte, avvenuta nel 1936, durante un viaggio di studio in Tunisia.

## Studi e ricerche
I principali studi effettuati da Nicolle riguardano la modalità di trasmissione del tifo esantematico, riconoscendo nel pidocchio il veicolo infettivo della malattia.
A lui si deve la scoperta che il cane, oltre ad ammalarsi di leishmaniosi, funge anche da serbatoio del protozoo; ideò anche una sieroprofilassi del morbillo.
Per queste scoperte venne insignito nel 1928 del Premio Nobel per la medicina. L'ospedale civile francese di Tunisi e l'ospedale generale di Rouen portano il suo nome.